# Krpeljići
Krpeljići su naseljeno mjesto u općini Travnik, Federacija Bosne i Hercegovine, BiH.
Nalazi se sjeveroistočno od Travnika, kod Guče Gore.

## Stanovništvo

### 1991.
Nacionalni sastav stanovništva 1991. godine, bio je sljedeći:
ukupno: 722
- Muslimani - 583
- Hrvati - 133
- ostali, neopredijeljeni i nepoznato - 6

### 2013.
Nacionalni sastav stanovništva 2013. godine, bio je sljedeći:
ukupno: 629
- Bošnjaci - 521
- Hrvati - 96
- ostali, neopredijeljeni i nepoznato - 12